# Argynnis laurenti
Argynnis laurenti är en fjärilsart som beskrevs av Henry Skinner 1913. Argynnis laurenti ingår i släktet Argynnis och familjen praktfjärilar. Inga underarter finns listade i Catalogue of Life.